# Airfoil Development
Die Airfoild Development GmbH (AFD) ist ein Unternehmen, das 1997 von Hanno Fischer und Klaus Matjasic in Mönchengladbach gegründet wurde, um die Entwürfe von Bodeneffektfahrzeugen der Fischer Flugmechanik zur Serienreife zu führen. AFD betreibt dazu den Bau und die Erprobung von Prototypen und unterstützt Lizenznehmer für den Serienbau beratend beim Aufbau der Produktionseinrichtungen.

## Geschichte
Seit 1979 beschäftigte sich Hanno Fischer in seinem Ingenieurbüro Fischer Flugmechanik mit den grundlegenden Fragestellung der Bodeneffektfahrzeuge. Der Erprobungsträger Airfish AF1 entstand dabei im Eigenbau durch Hanno Fischer und Klaus Matjasic. Für den ersten von Fischer Flugmechanik für einen Serienbau vorgesehenen Airfish AF-3 erwarb Rhein-Flugzeugbau in Mönchengladbach 1990 die Lizenzen zum Bau eines Prototyps und der künftigen Serienboote. Zwar entstand daraufhin bei RFB noch der AF-3-Prototyp. Die Serienfertigung des AF-3 scheiterte allerdings 1993 an der Insolvenz des Unternehmens.
Die australische Flightship Ground Effect Pty. beauftragte 1997 Fischer Flugmechanik mit der Entwicklung eines achtsitzigen Taxiboots einschließlich des Baus eines Musterboots. Für den Bau des Prototyps Airfish AF-8 gründete Hanno Fischer gemeinsam mit der Finanzierungsgesellschaft der Flightship Pty aus Singapur in Mönchengladbach die Airfoil Development GmbH. Erster Geschäftsführer von AFD wurde Klaus Matjasic.

## Prototypenbau
- Airfish AF-8 (Prototyp)

Für den Bau des AF-8-Prototyps erhielt Airfoild Development eine kostenfreie Lizenz von Fischer Flugmechanik. Zwischen 1999 und 2001 entstand bei AFD der Airfish-AF-8-Prototyp, der ab Februar 2001 auf dem Markenermeer in Holland von AFD erprobt wurde und schließlich die schifffahrtstechnische Zulassung des Germanischen Lloyds erhielt. Nach Abschluss der Zulassung wurde das Boot 2002 von Flightship Pty. als Mustermaschine nach Cairns in Australien überführt, wo AFD den Aufbau der Produktionslinie und den Erwerb der australischen Betriebszulassung bei der Queensland Transport Organisation beratend unterstützte. Die Zusammenarbeit zwischen AFD und Flightship Pty. endete 2003. Als Wigetworks Ltd. aus Singapur im April 2004 die Entwicklung von Flightship übernahm, wurde AFD erneut bei der Betriebszulassung in Singapur beratend tätig.
- Hoverwing HW2VT (Versuchsträger)

Für den Bau größerer Flugboote entwickelten Fischer und Matjasic bei Fischer Flugmechanik Mitte der neunziger Jahre die Hoverwing-Technologie. Zur Erprobung der neuen Technologie konzipierte Fischer Flugmechanik einen Erprobungsträger Hoverwing HW2VT. Mit dem Bau des Erprobungsträger wurde Anfang 1997 AFD beauftragt, die gemeinsam mit dem Institut für Binnenschiffbau in Duisburg zur Finanzierung des Baus einen Förderantrag beim Bundesministerium für Forschung und Technologie (BMFT) stellte. Der Bau fand im Sommer 1997 in Duisburg statt. Der Erstflug erfolgte am 7. Mai 1997 auf dem Baldeney-See bei Essen. Die Erprobung des Versuchsträger fand zwischen 1998 und 2001 durch AFD nach Vorgaben von Fischer Flugmechanik in Holland und auf der Ostsee statt.
- Hoverwing HW20 (Prototyp)

Den Entwicklungsauftrag für ein zwanzigsitziges Fährboot erhielt Fischer Flugmechanik 2008 von der indonesischen PT AGEC Techno. Zur Finanzierung des Prototypenbaus beteiligte sich PT AGEC 2009 an der Airfoil Development GmbH und beauftragt das Unternehmen mit dem Bau des Prototyps. AFD vergab den eigentlichen Bau 2010 an die Aerostruktur Faserverbundtechnik GmbH in Gundelfingen. Durch die Insolvenz des Zulieferers musste der Prototypenbau 2014 zeitweise eingestellt werden. AFD übernahm 2015 Teile des Aerostruktur-Betriebs in Gundelfingen, um den Bau des HW20-Prototyps selbstständig weiterzuführen. Die Auslieferung des Prototyps an PT AGEC ist für Ende 2017 vorgesehen.